# Björsäters församling, Skara stift
Björsäters församling var en församling i Skara stift och i Mariestads kommun. Församlingen uppgick 2006 i Lugnås församling. 

## Administrativ historik
Församlingen har medeltida ursprung.
Församlingen var till 2006 moderförsamling i pastoratet Björsäter, Lugnås och Bredsäter. Församlingen uppgick 2006 i Lugnås församling.

## Organister
| Period    | Namn             | Levnadstid | Övrigt   |
| --------- | ---------------- | ---------- | -------- |
| 1849–1908 | Anders Wångstedt | 1824–1908  | Organist |

## Kyrkor
- Björsäters kyrka